# サンドロ・ヴィーザー
サンドロ・ヴィーザー（Sandro Wieser，1993年2月3日 - ）は、リヒテンシュタイン・ファドゥーツ出身のサッカー選手、リヒテンシュタイン代表。FCファドゥーツ所属。ポジションは、ミッドフィールダー。

## 経歴

### クラブ
FCファドゥーツの下部組織を経て、2006年にスイスのFCバーゼルのユースアカデミーへ移籍。主にU-21チームでプレーし、トップチームで数試合に出場した。
2011年12月27日、ドイツのTSG1899ホッフェンハイムへ移籍することが発表された。契約期間は2012年1月1日から2016年6月30日までの4年半。ホッフェンハイム入団後は膝の手術を行ったことなどから出場機会に恵まれず、オーストリアのSVリートや2014年5月にはスイスのFCトゥーンへレンタル移籍をした。
同年11月9日に行われたFCチューリッヒ戦では相手チームのジル・ヤピ・ヤポに対して激しいタックルを浴びせ、前十字靭帯断裂、内側側副靱帯断裂、半月板損傷という重傷を負わせた。
2016年8月18日、イングランドのレディングFCに3年契約で移籍した。
2017年8月31日、ベルギーのKSVルーセラーレにレンタル移籍。

### 代表
2010年8月11日、アイスランド代表との試合に初出場した。2015年6月14日に行われたUEFA EURO 2016予選のモルドバ代表戦で代表初得点を決めた。